# オレゴン・コースト・コミュニティ・カレッジ
オレゴン・コースト・コミュニティ・カレッジ（Oregon Coast Community College, OCCC）は、アメリカ合衆国オレゴン州ニューポートに本部を置くコミュニティ・カレッジ。リンカーン郡の住民に教育を提供している。およそ3,000人の学生と45人の教員が在籍する。オレゴン州にある17のコミュニティ・カレッジの内、クラマス・コミュニティ・カレッジに次いで2番目に新しく、ティラムーク・ベイ・コミュニティ・カレッジに次いで2番目に在籍学生数が少ない。
水族館科学（Aquarium Science）のプログラムを提供するアメリカ合衆国で唯一の大学である。講義は近郊にあるオレゴン州立大学ハットフィールド海洋科学センターにて行われるが、現在、OCCCキャンパス内に水族館科学プログラム指導用の特別施設の建設が計画段階にある。

## 歴史
1987年に創立。当初、教員が適当な場所を探して講義を開いていた。パトリック・オコナー学長は「教会の地下、消防署、不動産会社の事務所、どこで講義を開いても構わなかった」と当時を回想している。翌年、元々「ジェイクス・ハイ・タイド・バー」と呼ばれていた建物が常設学舎になった。
2004年、現地の投票により2350万ドルの資金の獲得が決定され、ニューポートとウォルドポートの間に3棟の建物が建設された。